# Circuito elettrico

Un semplice circuito elettrico composto da una sorgente elettrica (generatore di tensione) e da una resistenza

Un circuito elettrico è un insieme interconnesso di componenti elettrici e loro collegamenti in un percorso chiuso in modo che la corrente elettrica possa fluire con continuità.
Vengono definiti circuiti elettrici anche i modelli matematici. È comunque uso comune in ambito scientifico indicare con circuito elettrico solamente i circuiti (e i relativi modelli matematici) che soddisfano con buona approssimazione il modello a parametri concentrati, dove sia cioè possibile assumere che tutti i fenomeni avvengono esclusivamente all'interno dei componenti fisici (cioè i componenti elettronici) e delle interconnessioni tra questi (escludendo quindi, per esempio, gli apparati contenenti antenne, appartenenti alla classe detta a parametri distribuiti).
I modelli matematici dei circuiti elettrici sono l'ambito di studio della teoria dei circuiti (una delle discipline dell'ingegneria elettrica); i corrispondenti modelli matematici dei componenti fisici sono chiamati componenti elettrici. In ambito non tecnico si usa talvolta chiamare circuito elettrico solo i circuiti dedicati alla trasmissione e trasformazione dell'energia elettrica (si veda impianto elettrico).

## Relazione tra circuiti fisici e modelli
Nella parte restante di questa voce si utilizzerà la dizione "circuito elettrico" esclusivamente per indicare un modello matematico. Il livello di dettaglio del modello matematico dipenderà dal tipo di risultati che siamo interessati ad ottenere. Per ovvi motivi, dato un sistema fisico, si cercherà il modello più semplice compatibilmente con i risultati desiderati: si utilizzeranno quindi modelli puramente lineari ove possibile, ben sapendo che componenti fisici puramente lineari non esistono, purché si sia sicuri che nel campo di funzionamento cui siamo interessati tutti i componenti del nostro modello si comportino in modo ragionevolmente lineare.
Un circuito elettrico fisico potrà quindi corrispondere a diversi circuiti elettrici (intesi come modello matematico) sia in funzione della precisione che si vuole raggiungere nella rappresentazione del circuito fisico, sia del campo di variabilità che ci si aspetta per le grandezze elettriche del circuito fisico.
Similmente ad un circuito elettrico potranno corrispondere diversi circuiti fisici, in funzione, per esempio, della precisione con cui si vuole replicare il comportamento previsto dal modello matematico.

## Circuiti elettrici a parametri concentrati
Se lo studio dei fenomeni elettromagnetici richiede in generale l'uso delle equazioni di Maxwell, il modello a parametri concentrati permette la riduzione di queste equazioni alle ben più semplici leggi di Kirchhoff (v. Gustav Robert Kirchhoff). Utilizzando queste leggi unitamente alle leggi costitutive dei componenti elettrici è possibile definire dei metodi di analisi che permettono di calcolare la soluzione del circuito (cioè il valore, per ogni istante di tempo, delle grandezze elettriche in ogni punto del circuito).
In altri termini, un circuito a parametri concentrati può essere descritto mediante un modello matematico basato su equazioni differenziali ordinarie; un circuito a costanti distribuite è descritto mediante equazioni differenziali alle derivate parziali.
In un circuito a parametri concentrati le variabili spaziali (x y z) non incidono sui fenomeni elettrici e quindi le grandezze elettriche dipendono unicamente dal tempo.
Un sistema elettrico può essere considerato a parametri concentrati o distribuiti non in senso assoluto, ma in misura legata alla tipologia dei segnali che lo interessano, a seconda quindi che la massima dimensione geometrica sia notevolmente più piccola della lunghezza d'onda del segnale a frequenza più alta. Per esempio: 
- una linea elettrica lunga 100 m, alimentata in regime sinusoidale a frequenza industriale (f=50 Hz, corrispondente ad una lunghezza d'onda l = c/f= 6000 km) può essere considerato un circuito a costanti concentrate, visto che 100 m «6000 km;
- la stessa linea di cui sopra, alimentata da un segnale a 6 MHz (corrispondente ad una lunghezza d'onda l=c/f = 50 m) è da considerarsi un circuito a parametri distribuiti.

Nei calcoli di cui sopra ci indica la velocità della luce nel vuoto: c = 300 000 000 m/s
Un'ulteriore semplificazione della risoluzione di un circuito è ottenibile con i metodi di esame diretto della rete tramite il metodo dei nodi o - il suo duale - metodo delle maglie che alleggeriscono il carico computazionale del problema riducendo il numero di equazioni del sistema dal numero dei lati del circuito a solo quello dei nodi o delle maglie.
I circuiti elettrici sono spesso classificati in base alle caratteristiche dei componenti che lo costituiscono, avremo quindi:

### Circuiti lineari tempo-invarianti
Un circuito lineare è una struttura descrivibile mediante leggi fisiche di tipo lineare, cioè, in generale, da equazioni differenziali lineari a coefficienti costanti.
Per un circuito lineare, vale il principio di sovrapposizione degli effetti, ossia:
- si lasciano agire le cause una per volta e si calcolano i singoli effetti
- l'effetto complessivo dovuto all'azione simultanea di tutte le cause è ottenibile come somma degli effetti singoli valutati facendo agire le cause una per volta

In un circuito elettrico (più in generale in una rete elettrica) le cause sono rappresentate dalle sorgenti di tensione e dalle sorgenti di corrente; gli effetti sono le correnti nei rami e le differenze di potenziale fra punti diversi del circuito. Far agire una causa per volta significa lasciare una sola sorgente e:
- azzerare tutte le sorgenti di tensione (mettendo in corto circuito i morsetti delle sorgenti di tensione, lasciando la sola impedenza interna)
- azzerando tutte le sorgenti di corrente (aprendo i rami contenenti sorgenti di corrente, lasciando la sola ammettenza interna)

### Circuiti dinamici e statici
Si definiscono dinamici quei circuiti i cui corrispondenti modelli matematici sono espressi nel dominio continuo del tempo da equazioni differenziali ordinarie o alle derivate parziali. Nel dominio discreto, i modelli dinamici possono essere espressi mediante equazioni alle differenze.
Un semplice esempio di modello dinamico è costituito in un quadripolo RC tempo invariante a parametri concentrati dal legame differenziale ingresso - uscita fra la tensione ai capi del condensatore (variabile di uscita) e la tensione complessiva di alimentazione (variabile d'ingresso) applicata alla porta d'ingresso del quadripolo.
Quando il legame fra le grandezze è espresso nel dominio continuo del tempo da espressioni algebriche, si parla di circuito statico o adinamico. Caso emblematico, la legge di Ohm ai capi di un resistore lineare.

### Circuiti tempo varianti
Un circuito tempo variante è caratterizzato da variabilità nei parametri. Un circuito costituito da una resistenza di valore costante nel tempo e da una capacità variabile nel tempo è un circuito tempo-variante.
Un circuito del genere è caratterizzato da un'evoluzione descrivibile mediante un'equazione differenziale a coefficienti dipendenti dalla variabile tempo.
Per tali tipologie di circuiti non è possibile adottare efficacemente il metodo simbolico di Fourier (tipicamente impiegato per l'analisi in regime sinusoidale).

## Analogia con il circuito idraulico

La differenza di potenziale elettrico tra i due punti A e B del circuito elettrico è analoga alla differenza di pressione tra i due punti A e B del circuito idraulico corrispondente. Sono presenti i seguenti elementi:
1) pompa idraulica / generatore di tensione;
2) turbina / lampadina;
3) valvola di laminazione / resistore;
4) valvola di chiusura / interruttore.

Facendo un'analogia con un circuito idraulico, alla differenza di potenziale si può associare la differenza di pressione che si genera in un tubo chiuso pieno di liquido con le estremità poste ad altezze differenti: alla tensione fra due punti del circuito elettrico corrisponde la differenza di pressione fra due punti del circuito idraulico. La differenza di potenziale tra i poli del generatore elettrico può essere vista come la differenza di pressione dei serbatoi dell'analogo circuito idraulico, e le dissipazioni di energia elettrica come conseguenti dell'attrito del liquido con le pareti interne del tubo. Infine, l'intensità di corrente elettrica che scorre nel conduttore può essere messa in analogia con la portata di liquido nel tubo.
In questa analogia, come il flusso d'acqua può compiere del lavoro scorrendo da un punto ad alta pressione a uno a bassa pressione, azionando ad esempio una turbina, allo stesso modo le cariche che si muovono tra due punti posti a potenziale differente costituiscono una corrente elettrica, che può alimentare, ad esempio, un motore elettrico o fornire comunque energia sotto altre forme.